# Manuel Baquedano
Manuel Jesús Baquedano González (1 de janeiro de 1823, Chile - 30 de setembro de 1897, Chile) foi um militar e político chileno que serviu seu país na Guerra do Pacífico e brevemente como presidente de seu país durante a Guerra Civil de 1891.

## Guerra do Pacífico
Durante a guerra, planejou o ataque a Los Ángeles, ação que lhe valeu a estima do Ministro de Guerra em campanha Rafael Sotomayor Baeza, que estava em conflito com o Comandante Chefe do Exército general Erasmo Escala Arriagada. A luta entre ambos se concluiu com a renúncia do general.
O ministro Sotomayor notou que o moral do exército estava se dissipando, cometendo-se irregularidades de todo tipo. Deu a Baquedano, que possuía um inegável dom de liderança e controle da situação, o cargo de Comandante Chefe.
Apesar da brilhante vitória em Los Ángeles, as futuras concepções estratégicas de Baquedano não foram tão brilhantes, se baseou principalmente no ataque frontal (o que lhe valeu profunda diferenças de critério com o Ministro de Guerra em campanha José Francisco Vergara Echevers, quem, apesar de ser um civil, era melhor estrategista que Baquedano).
Sua deficiência estratégica era compensada com um bom juízo tático, que lhe permitia não cometer disparates. Isto explica, em parte, porque não perdeu nenhuma batalha. Concluiu a campanha de Tacna na batalha do Alto da Aliança, para depois guiar o exército na campanha de Lima, vencendo nas batalhas de San Juan e Miraflores. Isto permitiu a ocupação do Peru por parte do exército chileno.

## Depois da Guerra
Voltou em meio a grandes homenagens e improvisados arcos de triunfo, foi tentado pelo Partido Conservador e alguns liberais para ser candidato presidencial e suceder Aníbal Pinto Garmendia; sem embargo, em pouco tempo renunciou à nomeação.
Senador da república entre 1882 e 1894, se manteve à margem da Guerra civil de 1891. O presidente José Manuel Balmaceda lhe cedeu controle do governo, pois perdeu suas forças em Placilla, para tentar deter as possíveis desordens, que efetivamente ocorreram e o general Baquedano não pode controlar. A três dias do fim de mandato, entregou o poder à junta de governo revolucionária.